# Rogier I van Apulië
Rogier I Borsa van Apulië (circa 1060/1061 - 22 februari 1111) was van 1085 tot aan zijn dood hertog van Apulië. Hij behoorde tot het Normandische huis Hauteville.

## Levensloop
Rogier Borsa was de oudste zoon van Robert Guiscard, hertog van Apulië, uit diens tweede huwelijk met Sikelgaita, dochter van prins Weimar IV van Salerno. Zijn ambitieuze moeder zorgde ervoor dat Rogier in 1073 tot de erfopvolger van zijn vader werd benoemd, ten nadele van zijn oudere halfbroer Bohemund van Tarente. 
In 1084 vergezelde hij zijn vader op een militaire campagne naar Griekenland, waar Robert Guiscard in juli 1085 overleed. Na de dood van zijn vader keerden Rogier I en zijn moeder in allerijl terug naar Italië en werd hij in september 1085 met de steun van koning Rogier I van Sicilië erkend als hertog van Apulië. Zijn halfbroer Bohemund was ondertussen naar Capua gevlucht, waar hij de steun van vorst Jordaan I van Capua wist te verkrijgen. Hij kwam in opstand tegen zijn halfbroer en slaagde erin om Oria, Otranto en Tarente in te nemen. In maart 1086 sloot Rogier vrede met zijn halfbroer, waarna hij Bohemund erkende als zijn medeheerser. In de late zomer van 1087 hernieuwde Bohemund echter, met de steun van enkele vazallen van Rogier, het conflict tegen zijn halfbroer; hij versloeg Rogier bij Fragneto en heroverde Tarente. Hoewel hij omschreven werd als een machtige krijgsheer, slaagde Rogier Borsa er niet in om Bohemund onder controle te houden. De oorlog werd uiteindelijk beëindigd na bemiddeling door paus Urbanus II, waarna Bohemund Tarente en enkele andere bezittingen, zoals Cosenza, kreeg toegewezen. In 1089 werd Rogier Borsa door de paus officieel beleend met Apulië.
Op verzoek van zijn neef in de eerste graad, vorst Richard II van Capua begonnen Rogier en zijn oom Rogier I van Sicilië in 1098 de stad Capua te belegeren, waar de vorst als minderjarige werd verbannen. In ruil voor zijn hulp bracht Richard hulde aan Rogier; hoewel de vorsten van Capua dat niet leken te respecteren, aangezien de opvolgers van Richard II geen rekening hielden met de suzereiniteit van Rogier Borsa. Na veertig dagen belegering viel de stad, waarna paus Urbanus II koning Rogier I van Sicilië kwam bezoeken en bisschop Anselmus van Canterbury de bevolking van Capua kwam ontmoeten. 
In oktober 1104 versloeg Rogier I graaf Willem van Monte Sant'Angelo, een vazal van hem die nauwe betrekkingen met het Byzantijnse Rijk onderhield, en verbande hij hem uit Apulië. Rogier I van Apulië stierf in februari 1111.

## Huwelijk en nakomelingen
In 1092 huwde Rogier I met Adela van Vlaanderen (1064-1115), dochter van graaf Robrecht I de Fries van Vlaanderen en weduwe van koning Knoet IV van Denemarken. Ze kregen op zijn minst drie zonen: Lodewijk, die in augustus 1094 op jonge leeftijd stierf; Willem II (1095-1127), Rogiers opvolger als hertog van Apulië, en Guiscard, die in augustus 1108 op jonge leeftijd stierf.
Hij had ook nog een buitenechtelijke zoon: Willem van Gesualdo.